# Kifkif
Pour les articles homonymes, voir Kif-Kif (homonymie).
Kifkif est une organisation non gouvernementale maroco-espagnole constituée comme association à but non lucratif et qui porte une lutte pacifique pour les droits des lesbiennes, gays, bisexuels, transgenres et intersexes (LGBTI) marocains. 
Kifkif est illégale au Maroc, mais pas en Espagne, où elle est enregistrée depuis 2008. Dans son acte constitutif on mentionne que son action comprend tant l'Espagne que le Maroc. Elle se présente comme une association de personnes LGBTI migrantes et réfugiées qui travaillent pour que leurs semblables puissent vivre librement leur orientation sexuelle ainsi que leur identité et expression de genre.

## Histoire
Les premières actions commencent en 2002, selon le site de l'association.  
Le 1er juin 2004, la police marocaine arrête dans la ville de Tétouan quarante-trois personnes pour activités homosexuelles, conformément à l'article 489 du code pénal. En conséquence, des homosexuels marocains entament sur internet une campagne internationale pour leur libération. Des milliers de lettres sont envoyées aux médias et aux ambassades occidentales au Maroc. Pour coordonner ses actions sur Internet, un groupe dénommé KifKif est créé — « d'égal à égal » en arabe —. Il est au début un forum pour aider les Marocains qui ne trouvent pas leur place dans la société. En 2005, Kifkif se constitue de manière plus formelle et à partir de 2006, les volontaires de Kifkif commencent des démarches pour leur légalisation comme association au Maroc. Toutes leurs tentatives sont rejetées. 
Depuis 2008, l'organisation a établi plusieurs groupes d'appui à Kifkif hors du Maroc, en travaillant comme projets indépendants dans des organisations LGBT locales.
En 2009, une délégation de la Confédération espagnole LGBT (Colegas) menée par son secrétaire général et par son coordinateur des relations internationales, Samir Bargachi, également président de KifKif, se rend au Maroc pour rencontrer des membres de la société civile et d'autres associations des droits humains. La même année, l'association tente d'organiser une conférence à Marrakech, malgré l'interdiction des autorités. Le 27 mars 2009, le site web de l'association est piraté. L'association a été violemment critiquée depuis par les éléments les plus conservateurs de la société musulmane.
En avril 2010, l'association Kifkif lance Mithly (le titre est un jeu de mots signifiant à la fois « homo » et « comme moi »), le premier magazine LGBT marocain, qui paraît en version papier et sur un site Internet dédié,. Le premier numéro, imprimé à Rabat, a été diffusé à 200 exemplaires, de façon clandestine, puisque l'article 489 du code pénal marocain, qui rend l'homosexualité illégale, excluait toute possibilité d'obtenir une autorisation de publication.
En mai 2010, les militantes LGBT de Kifkif créent le groupe Menna w Fena (« De nous et pour nous »), un groupe interne à l'association Kifkif et consacré spécifiquement aux femmes lesbiennes, bisexuelles, transsexuelles ou queer ; il a pour objectif de protéger les femmes LGBT au Maroc et de les aider à s'affirmer au sein de la communauté LGBT.
Après les élections à l'Assemblée de Madrid de mai 2019, qui voient les trois partis de droite gagner la majorité absolue des sièges dans la Communauté de Madrid, le parti Vox fait pression sur le Parti populaire et sur Ciudadanos pour que son appui à leur gouvernement de coalition soit conditionné par la suppression des aides aux associations qui « promeuvent l'immigration illégale », ce sont plusieurs associations d'aide aux migrants qui sont en fait visées, dont KifKif, qui reçoit une aide d'environ 40 000 € annuels lui permettant de financer intégralement son lieu d'accueil des réfugiés. En février 2020, le gouvernement Díaz Ayuso I formé après ces élections supprime toute subvention à l'association. En novembre 2020 ouvre cependant un centre d'accueil national public pour réfugiés LGBTI de 20 places, géré sous la responsabilité de l’association KifKif et de l'association Red Acoge.

### Détournement de fonds
Kifkif a fait l'objet d'une ERE et de poursuites judiciaires à l'encontre de son fondateur, Samir Bargachi, accusé de "détournement de fonds, falsification de documents et escroquerie" à l'encontre de sa propre entreprise,,.
Bargachi a été démis de ses fonctions de président de KifKif le 27 septembre 2023. Dans la lettre de révocation disciplinaire, la direction de l'association l'accuse d'un possible "détournement total de 208 580 euros depuis avril 2021" des comptes de l'ONG par le biais de transferts vers son compte personnel, en utilisant des espèces, des dépôts, des retraits aux guichets automatiques et des services bancaires en ligne.
Jesús Ortega est actuellement le Président provisoire ou par accident. L'ERE a pris fin avec la fermeture de l'association, mais malgré cela, il existe encore des réseaux sociaux, des applications, le site web lui-même et d'autres fantômes, à travers lesquels des dons sont demandés, et l'argent qui va à l'association continue d'augmenter, car c'est Bargachi qui gère les réseaux et le site web lui-même sans avoir donné les noms d'utilisateurs et les mots de passe à l'ancien conseil d'administration. Kif Kif a été fermé pour cette raison le 26 octobre 2023.

## Organisation
Depuis novembre 2020, le siège de l'association se trouve dans le quartier Embajadores du district Centre de la capitale espagnole.

## Actions
Une des actions de l'association est d'accueillir et de répondre aux besoins des migrants et demandeurs d'asile pour motif d'orientation sexuelle, en leur proposant notamment un appui juridique et administratif. Elle accueille des migrants en provenance du Proche-Orient et d'Afrique du Nord.